# Lakits György Zsigmond
Nemesszakácsi Lakits György Zsigmond (Lakics) (Polányfalva /Polanic, Padler/, 1739. november 25. – Pozsony, 1814. január 8.) magyar könyvtáros, jogász, filozófus, egyetemi tanár, az MTA tagja.

## Életpályája
Gimnáziumi tanulmányait Kőszegen végezte el. Grazban és Bécsben tanult. Bécsben, majd 1769-től Innsbruckban volt jogtanár. 1770–1780 között a nagyszombati tudományegyetem tanára volt. 1770–1771 között, valamint 1777–1778 között a jogi kar dékánja volt. 1772–1773 között a Nagyszombati Egyetem rektora volt. 1773–1780 között a budai egyetemen az egyházjog tanáraként dolgozott. 1780-ban nyugdíjba vonult. 1784-ben a helytartótanács tanulmányi bizottság ülnöke volt. 1789-től az egyetemi nyomda igazgatója és cenzora volt.

## Művei
- Juris publici ecclesiastici pars generalis… (Bécs, 1774)
- Praecognita juris ecclesiastici universi (Bécs, 1775 és Velence, 1781)
- Institutio elementorum juris naturalis (Buda, 1778)
- Institutiones juris ecclesiastici (I–III. Buda, 1779–1781)
- De haereditario succedendi jure ducum primum, deinde regum Hungariae (Bécs, 1809)